# Joseph Fidel Wieland
Joseph Fidel Wieland (* 6. Juli 1797 in Säckingen; † 22. Februar 1852 in Aarau) war ein deutsch-schweizerischer Arzt und Politiker.

## Biografie
Joseph Fidel Wieland wurde 1797 als Sohn von Johann Fidel Wieland geboren, der Sekretär der Regierung Vorderösterreichs und Oberamtmanns des Damenstifts Säckingen im Oberamt Breisgau war. Er hatte mit Joseph Fridolin Wieland einen Bruder, der ebenfalls Arzt und Politiker wurde. Wieland besuchte das Lyzeum in Konstanz, bevor er seit dem Wintersemester 1814/15 in Freiburg im Breisgau zuerst Philosophie, dann Medizin und Studium generale studierte. Während seines Studiums wurde er 1818 Mitglied der Alten Freiburger Burschenschaft, weswegen er später zu zwei Jahren Festungshaft verurteilt wurde, von denen er fünfzehn Monate verbüssen musste.
Nach seinem Examen 1821 arbeitete er als praktischer Arzt in Rheinfelden, wo er ab 1829 im Gemeinderat, im Bezirksschulrat und als Vizepräsident des Bezirksgerichts wirkte. 1834 wurde er Mitglied des Grossen Rates, 1935 Mitglied des Kleinen Rates des Kantons Aargau. 1836, 1843, 1846 und 1850 war er Landammann. Von 1841 bis 1843 und 1845 war er Abgesandter des Kantons zur Tagsatzung in Bern, 1851 wurde er Präsident des Aargauer Verfassungsrates.
Wieland war Freimaurer und Meister vom Stuhl der Loge Zur Brudertreue im Orient von Aarau; nach ihm wurde das 1865 und auch das 1971 errichtete Logenhaus (Wielandhaus) in Aarau benannt.